# Cristoforo Roncalli

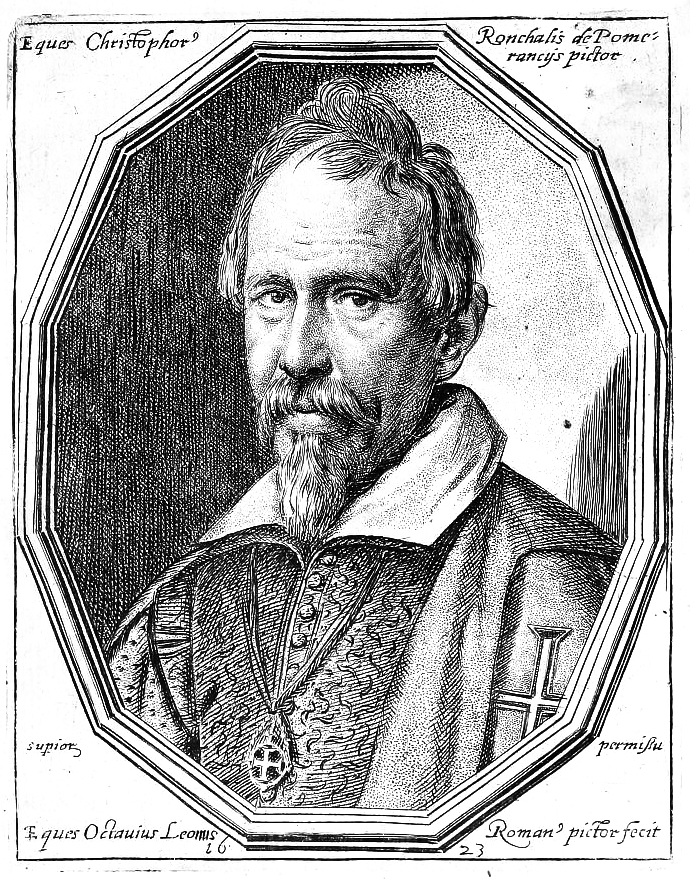
Cristoforo Roncalli auf einem Kupferstich nach Ottavio Leoni von 1623

Cristoforo Roncalli genannt „il Pomarancio“ (8. September 1552 in Pomarance – 14. Mai 1626 in Rom) war ein italienischer Maler zwischen Manierismus und Frühbarock. Den Hauptteil seiner Karriere verbrachte er in Rom.
Es gibt noch zwei andere Maler, die ebenfalls als „Pomarancio“ bekannt sind: Niccolò Circignani und dessen Sohn Antonio.

## Leben
Roncalli stammte väterlicherseits aus einer wohlhabenden Kaufmannsfamilie, die ursprünglich aus Bergamo nach Pomarance gekommen waren, seine Eltern waren Giovanni Antonio Roncalli und Francesca Incontri. Cristoforo war das vierte von sechs Kindern. Besonders nahe stand ihm offenbar sein Bruder Donato, der laut Mancini (1621) Jurist war; die beiden ersuchten 1608 in Volterra gemeinsam um das Bürgerrecht und erhielten es auch.
1570–72 wirkte Cristoforo in seiner Heimatstadt Pomarance. Verschiedene Quellen und der Nekrolog erwähnen eine Lehre in Florenz, und 1576 malte er ein Altarbild für den Dom von Siena, wo er sich auch 1579–80 anlässlich mehrerer Aufträge aufhielt.

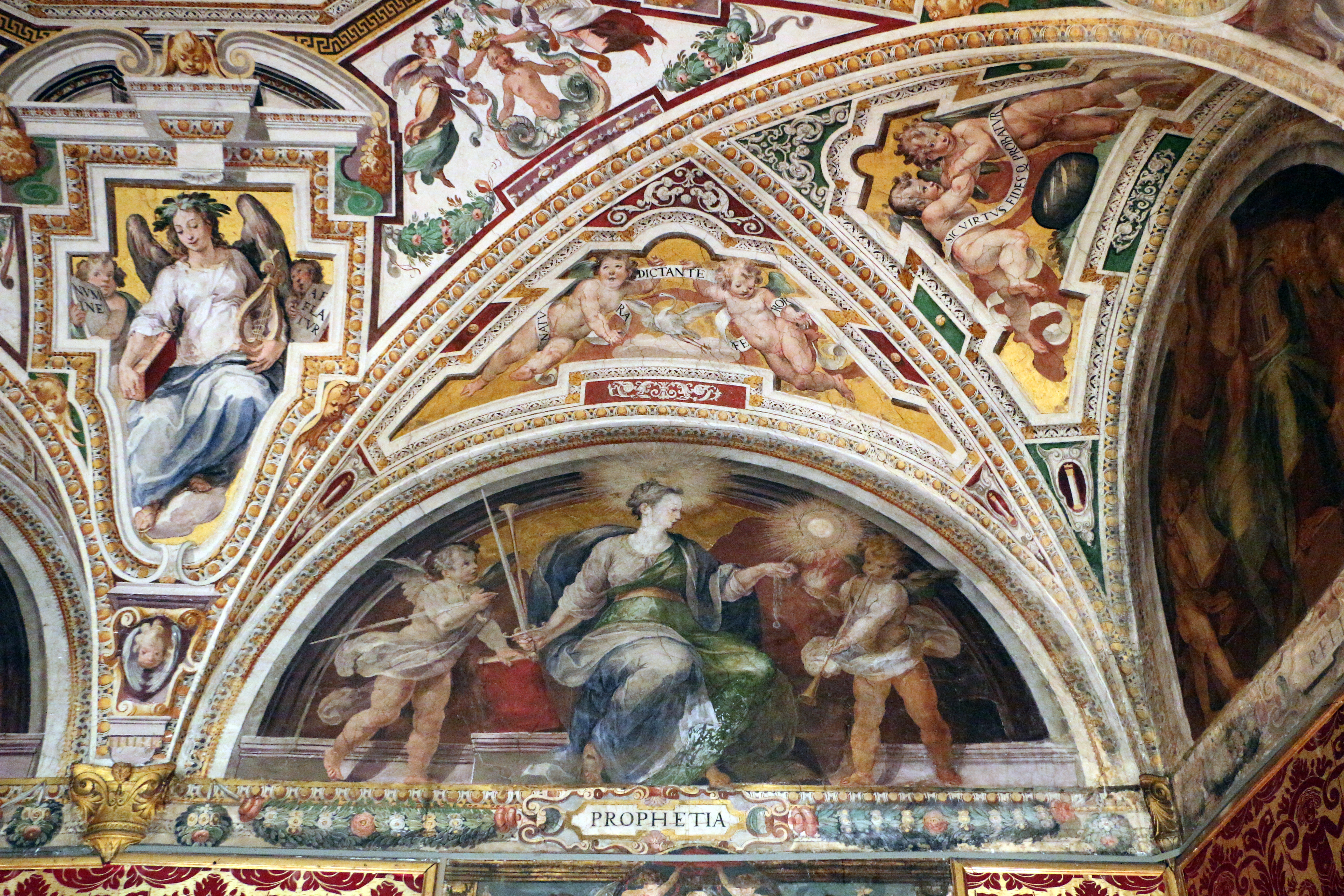
Freskendekor von Pomarancio (und Werkstatt) im Appartement der Fürstin Isabella (sala dell’alcova) des Palazzo Colonna, Rom

Auf der Basis seiner toskanischen Ausbildung entwickelte Roncalli seine persönliche künstlerische Sprache, die einen Ausgleich schafft zwischen der harmonischen Ausgewogenheit Raffaels und der Gefühlsbetontheit Federico Baroccis und ab dem Ende des 16. Jahrhunderts auch empfindsame Helldunkel-Kontraste integriert, die vermutlich von den Neuerungen Caravaggios inspiriert sind.
1582–83 war er in Rom, wo er in päpstlichen Diensten in den Loggien und in der Galleria Gregoriana des Vatikanspalastes arbeitete. Eine Skizze mit Personifikationen der Winde im Metropolitan Museum (New York) beweist auch seine Mitarbeit in der Sala della Meridiana im Turm der Winde (1582). Dabei oder während der (heute verlorenen) Dekorationen des Collegio Romano 1583 begann auch seine regelmäßige Zusammenarbeit mit Paul Bril. Sein offizielles römisches Debüt sind die 1583 entstandenen Malereien im Oratorio del Crocifisso in der Kirche San Marcello al Corso, wo er wahrscheinlich von seinem Landsmann Circignani eingeführt worden war.
In Santa Maria in Aracoeli schuf er in den folgenden Jahren zwei Zyklen: 1584–86 das Leben des Hl. Paulus in der Cappella Della Valle, und zwischen Januar 1588 und 1590 die Passion Christi in der Cappella Mattei. Verschiedene Quellen seit Giulio Mancini (1621) sehen zwischen diesen beiden Zyklen bereits eine stilistische Wende vom manieristischen Erzählen und der Emphase im Sinne Girolamo Muzianos hin zu einem von Barrocci inspirierten Naturalismus.

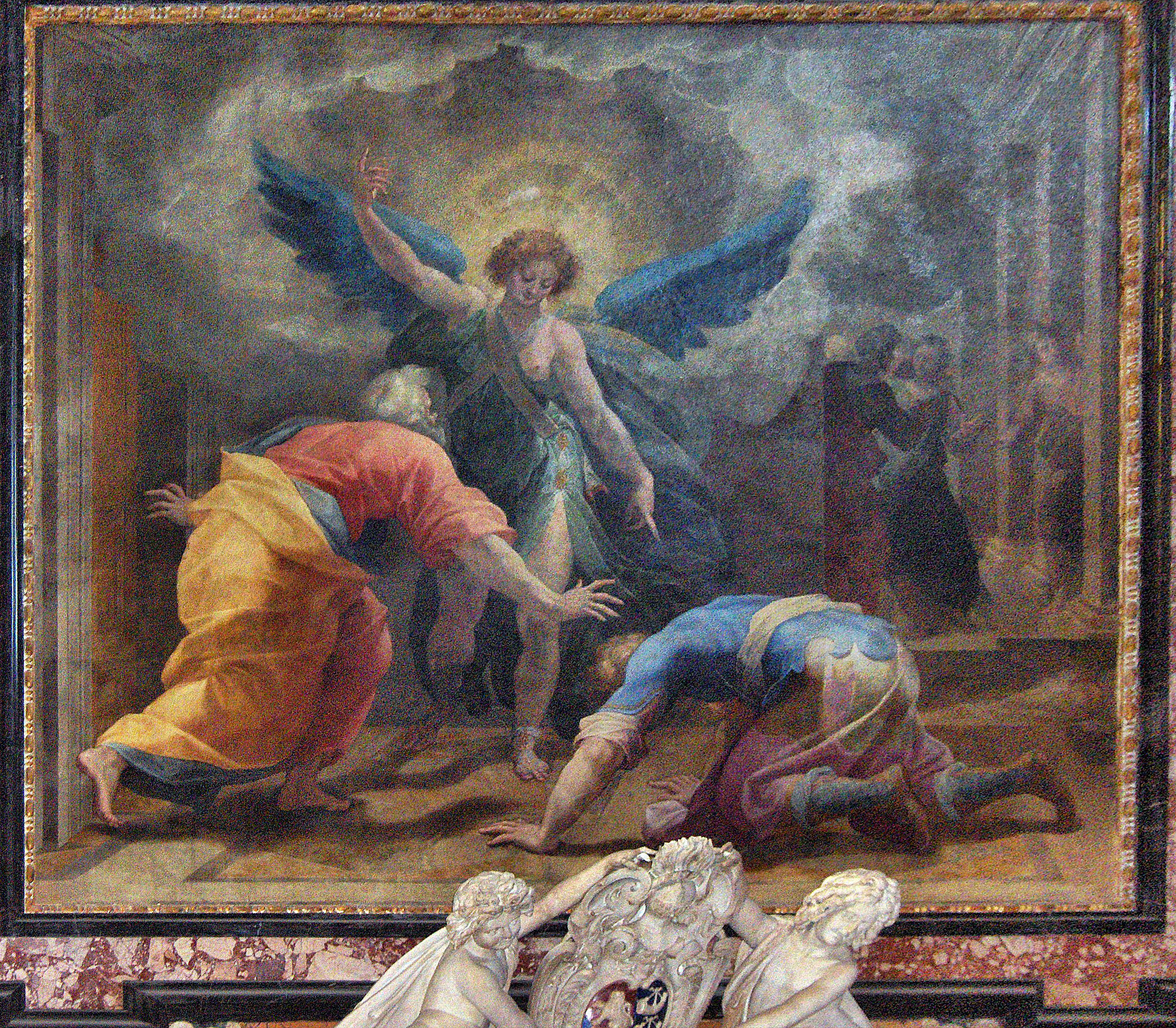
Der Erzengel Raffael und Tobias, Fresko in der Cappella Rucellai in Sant’Andrea della Valle, Rom

Ab Ende 1588 war Roncalli Mitglied der Accademia di San Luca.
In der Folge wurde er durch die Unterstützung von Virgilio Crescenzi und des Kardinals Cesare Baronio der führende Maler des Oratorianerordens des Hl. Filippo Neri, nicht nur in Rom, sondern auch in Neapel – es ist jedoch nur wenig aus dieser Zusammenarbeit erhalten. Crescenzi wählte Roncalli auch als Lehrer für seine Söhne, insbesondere für Giovan Battista Crescenzi. Von Baronio erhielt Roncalli diverse Aufträge für die römischen Kirchen Santi Nereo e Achilleo (1599) und San Gregorio al Celio (1603). In seinem Gemälde Die Heiligen Domitilla, Nereus und Achilleus (für Ss. Nereo e Achilleo) beschreitet er bereits barocke Pfade „ohne die Anmut von Barrocci zu verlieren“.
Roncallis künstlerische Position zwischen Tradition und Zukunft brachte ihm die Achtung und Bewunderung bedeutender Kollegen ein, darunter Peter Paul Rubens und Annibale Carracci, der seine Taufe Konstantins (1601) in San Giovanni in Laterano lobte. Auch Caravaggio und Roncalli sollen sich gegenseitig geschätzt haben.
Vom Ende des 16. Jahrhunderts an erhielt Roncalli zahlreiche Aufträge in Rom, die er mithilfe seiner Werkstatt und zahlreicher Mitarbeiter bewältigte, u. a. in verschiedenen Adelspalästen, im Lateran und Vorlagen für Mosaiken in der Capella Clementina des Petersdoms (Der Tod von Ananias und Saffira, 1599–1604, heute in Santa Maria degli Angeli). Von August 1604 bis Frühling 1605 arbeitete er auch an der illusionistischen Dekoration der Kuppel von San Silvestro in Capite. 1605 malte er die Familienkapelle der Rucellai in Sant’ Andrea della Valle aus – laut Baglione (1642) eine „der schönsten Sachen in Rom“ (una «delle più belle cose di Roma»).

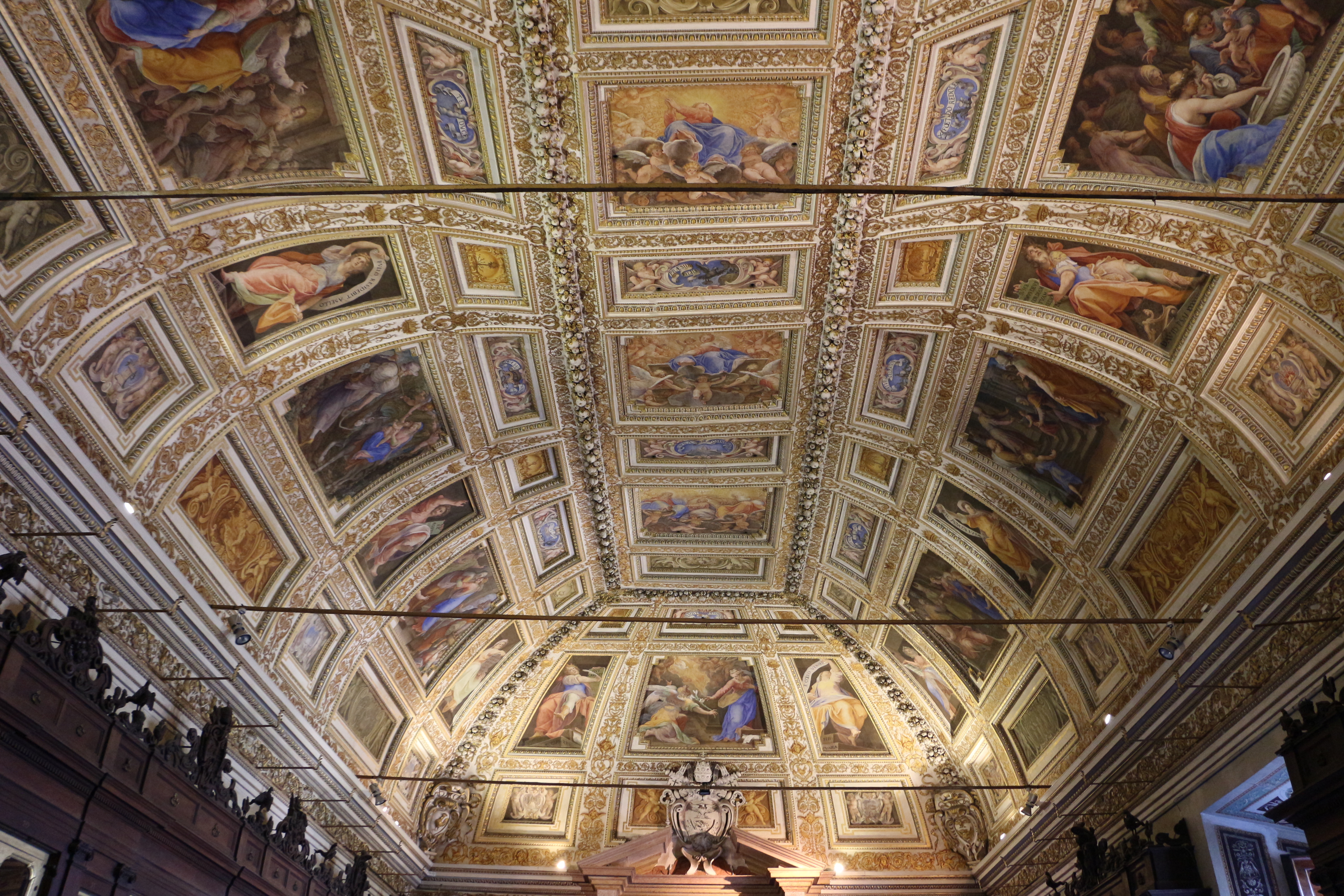
Deckendekoration von Pomarancio in der Sala del tesoro der Basilika von (Loreto) (1605–1609)

Kurz darauf reiste er nach Loreto, wo er zwischen 1605 und 1609 im Auftrag von Kardinal Antonio Maria Gallo, dem Rektor der Basilika von Loreto, eines seiner Hauptwerke schuf: Die Freskendekoration der Sala del Tesoro mit Szenen aus dem Leben der Maria (1605–1609); später folgten auch die Kuppelfresken der Basilika, die er 1615 vollendete, die aber nicht mehr erhalten sind. Kardinal Gallo ließ dem Künstler so viel Freiheit, dass Roncalli 1606 zusammen mit dem Marchese Vincenzo Giustiniani eine Reise ins nördliche Europa unternehmen konnte; mit von der Partie war auch Marc' Antonio Ferretti, der einige Madrigale über heute verlorene Bilder Pomarancios dichtete.
Im ersten Jahrzehnt des 17. Jahrhunderts schuf Roncalli auch eine Reihe von Werken in Umbrien, in Preci, Norcia, Foligno und Assisi.
1606–07 ernannte Papst Paul V. Cristoforo Roncalli zum Cavaliere (= Ritter). Seine Erfolge und die harte Konkurrenz zwischen den römischen Malern machten ihn jedoch auch zur Zielscheibe einiger Spottgedichte, und in einem 1607 geführten Prozess wurde Cavalier d’Arpino angeklagt, Leute gedungen zu haben, die Roncalli auf offener Straße aggressiv angegriffen hätten.

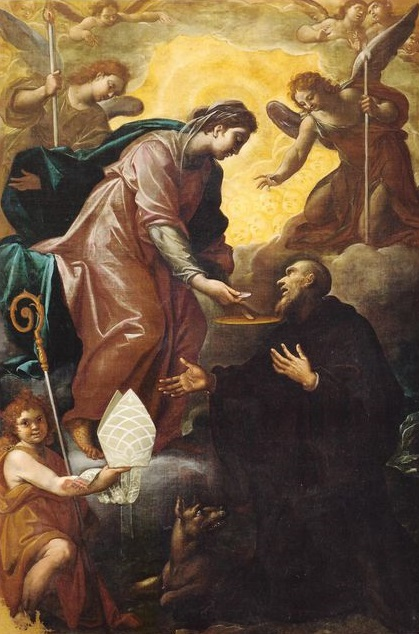
Kommunion des Hl. Sylvester, Öl auf Leinwand, ca. 1605–15. Museo civico, Osimo (urspr. in der Kirche San Silvestro)

Nach 1600, besonders im zweiten Jahrzehnt des 17. Jahrhunderts entwickelte sich Pomarancios Malerei in eine intimere Richtung, „mit weichen Akzenten in den Kontrasten und einer Vertiefung des Chiaroscuro“. Beispiele dafür sind sein San Carlo im Gebet im Palazzo Apostolico von Loreto oder der Hl. Nicola da Tolentino und die Seelen im Purgatorium in Sant’ Agostino in Pesaro, ebenso wie das Selbstbildnis in den Uffizien.
Bei seinen vielen Aufträgen in den Marken und in Rom arbeitete Roncalli häufig zusammen mit Pietro Paolo Iacometti, Giovanni Antonio Scaramuccia und vor allem Alessandro Prestati, dessen Sohn Roncallis Enkelin Lisabetta heiratete. Sie halfen auch 1614 bei der Dekoration des Palastes von Kardinal Gallo in Osimo. Nach dem Tode des Kardinals wurde Roncalli die Mitarbeit seiner Gehilfen vorgeworfen, und in Loreto wollte ihm ein Amtsdiener des apostolischen Stuhls sogar den vereinbarten beträchtlichen Lohn für seine Arbeit vorenthalten.
Obwohl Pomarancio nach seiner Rückkehr nach Rom gesundheitliche Probleme und finanzielle Sorgen hatte, nahm er weiterhin am künstlerischen Leben der Stadt teil: Im Oktober 1624 wurde er neben Simon Vouet Vizepräsident und später Rektor der Schule der Accademia di San Luca, zusammen mit Cavalier d’Arpino, Antonio Tempesta, Giovanni Baglione und Gian Lorenzo Bernini.
Er arbeitete bis zuletzt und starb am 14. Mai 1626. Die ehrenvollen Totenfeiern fanden in Santa Maria sopra Minerva statt bevor er in seiner Gemeindekirche Santo Stefano del Cacco begraben wurde.

## Werke
Cristoforo Roncalli kann als einer der wichtigsten römischen Maler seiner Zeit gelten. Er malte sowohl Fresken als auch Ölgemälde. Sein Stil zeichnet sich durch große Eleganz und Bewegtheit und eine durch Correggio und Barrocci inspirierte Weichheit und Lieblichkeit aus. Daher zeigt er trotz manieristischer Wurzeln bereits deutliche Tendenzen zum Barock, die nach 1600 natürlicherweise stärker werden. Viele seiner Werke befinden sich noch vor Ort in italienischen Kirchen und Palazzi. Seine wichtigsten Hauptwerke sind in der obigen Biografie erwähnt. Es folgt eine Auswahl seiner Werke:

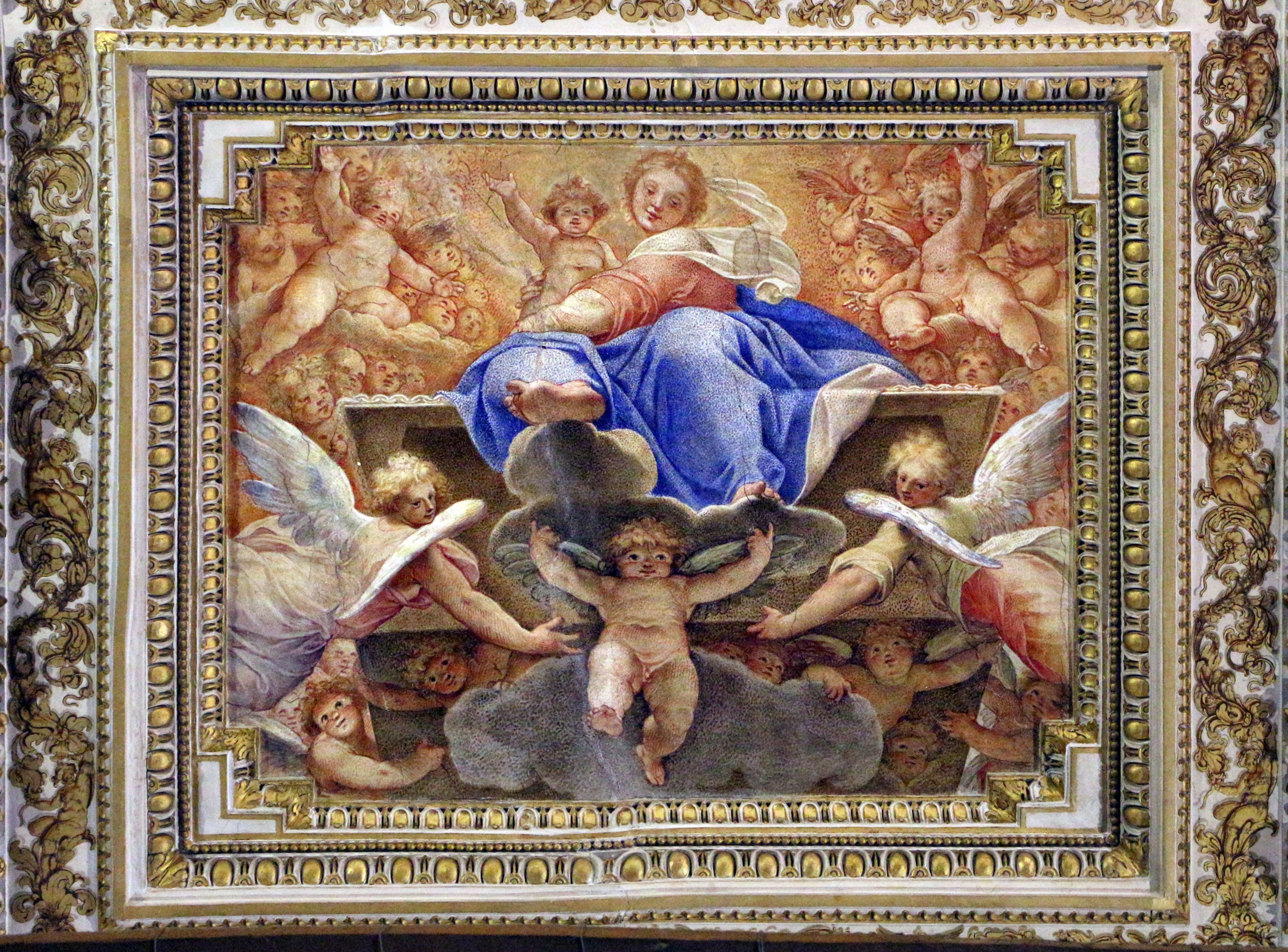
Maria und das Jesuskind in der Glorie, Fresko in der Sala del tesoro, Basilika von Loreto (1605–1609)

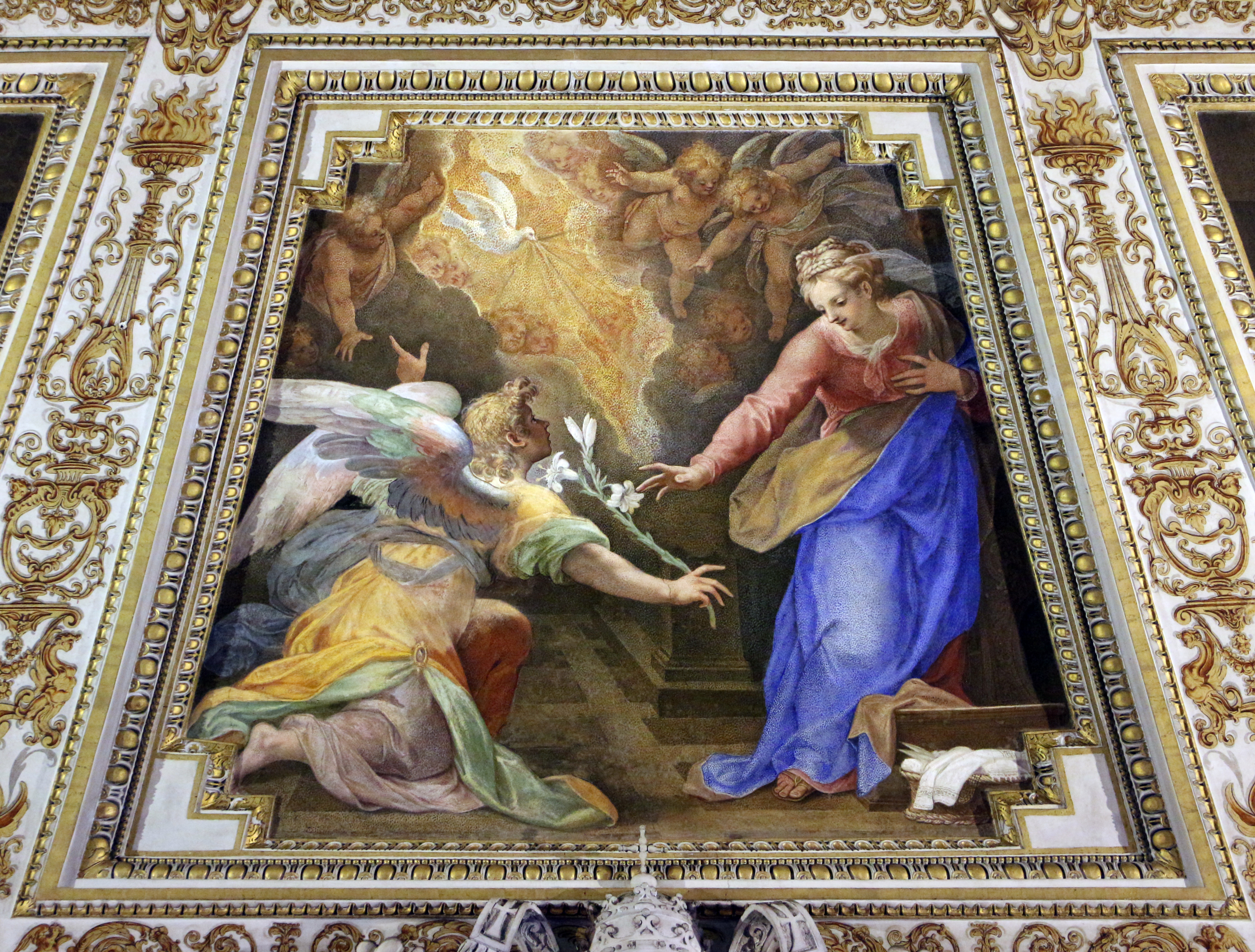
Verkündigung Mariä, Fresko in der Sala del tesoro der Basilika von Loreto (1605–1609)

- Madonna mit Kind und den Hl. Antonius und Agathe, 1576, Museo dell’opera del Duomo, Siena
- Metamorphosen, Palazzo Bindi Sergardi, Siena
- Zyklus für die Confraternita del Crocifisso, 1583–1584, San Marcello al Corso, Rom
- Passion Christ und Leben des Hl. Paulus, Freskenzyklen, 1585–1590, Santa Maria in Aracoeli, Rom
- Leben des Hl. Filippo Neri, Freskenzyklus, 1596–1599, Santa Maria in Vallicella, Rom
- Santa Domitilla mit den Hl. Nereus und Achilles, 1599, Santi Nereo e Achilleo, Rom
- Papst Sylvester tauft Konstantin, 1600, San Giovanni in Laterano, Rom
- Eterno Benedicente, Cappella del Sacramento in San Giovanni in Laterano, Rom
- Portrait des Hl. Simon, 1599, Rom
- Vorlage für das Mosaik der Cappella Clementina im Petersdom, 1600, Rom
- Dekoration einiger Säle im Erdgeschoss des Palazzo Colonna, Rom
- Madonna mit Kind und den Hl. Augustinus, Maria Maddalena und Engeln, 1610–1615, Öl auf Leinwand, 253 × 166 cm, Pinacoteca di Brera, Mailand
- Madonna mit dem segnenden Jesuskind, um 1600, Öl auf Leinwand, 123 × 97 cm, Galleria Nazionale delle Marche, Urbino
- Christus und Petrus auf dem See Tiberias, Öl auf Leinwand, 275 × 170 cm, Museo parrocchiale, Ostra Vetere
- Deckenfresken im Palazzo Gallo, Osimo
- Darstellung im Tempel, San Vito (Recanati), Recanati
- Die Hl. Clara und Margherita da Cortona (zugeschrieben), Chiesa dei Cappuccini, Recanati
- Hl. Familie mit dem Johannesknaben[22], Öl auf Leinwand, 1605, Pinacoteca civica e galleria di arte contemporanea, Jesi
- Marienzyklus, 1606–1610, Sala del Tesoro, Basilica della Santa Casa, Loreto
- Kuppelfresken der Basilica della Santa Casa in Loreto (verloren)
- Kreuzigung, Pinacoteca comunale, Potenza Picena
- Der Hl. Joseph befreit die Seelen im Purgatorium (zugeschrieben), Pinacoteca comunale, Potenza Picena
- Madonna della Misericordia, Chiesa della Misericordia, San Severino Marche
- Madonna del Carmelo (zugeschrieben), Pinacoteca parrocchiale, Corridonia
- Die Hl. Helena mit dem Kreuz, Abbazia di Sant’Elena, Serra San Quirico
- Heilige aus Norcia, um 1610, Concattedrale di Santa Maria Argentea, Norcia,[23]
- Sacra Conversazione, um 1600, Chiesa sussidiaria di Santa Maria Annunziata, Località Cabanetti, Bonate Sopra

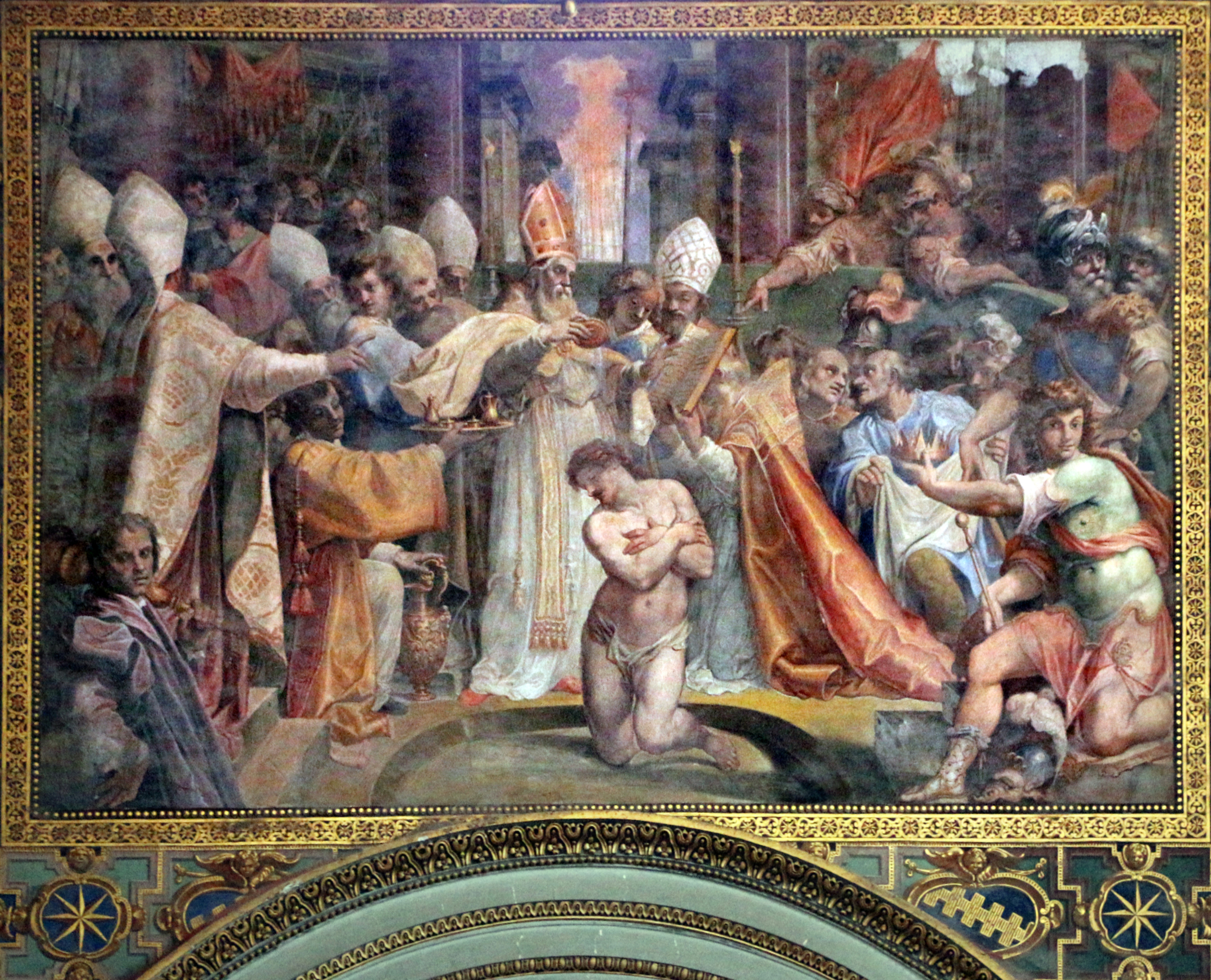
Papst Sylvester tauft Konstantin, Fresko von Cristoforo Roncalli in San Giovanni in Laterano, Rom (1600)

### Hauptquelle
- Anna Maria Ambrosini Massari: RONCALLI, Cristoforo, detto Pomarancio. In: Raffaele Romanelli (Hrsg.): Dizionario Biografico degli Italiani (DBI). Band 88: Robusti–Roverella. Istituto della Enciclopedia Italiana, Rom 2017.

### 17. Jahrhundert
- Giulio Mancini: Considerazioni sulla pittura (1621), hrsg. von A. Marucchi, I, Rom 1956, S. 236 f ad ind., & II, 1957, ad ind.
- G. Baglione: Le vite de pittori scultori et architetti. Dal pontificato di Gregorio XIII del 1572 in fino à tempi di Papa Urbano Ottavo nel 1642 (1642), hrsg. von V. Mariani, Rom 1935, S. 288–292 & ad ind

### 20. & 21. Jahrhundert
- A. M. Ambrosini Massari: Cristoforo Roncalli, il Pomarancio, tra Siena, Roma e le Marche, Ancona 2017
- M. G. Aurigemma: "Documenti per Cristoforo Roncalli", in: Paragone, XLVI (1995), 539, S. 74–88
- D. Benati: "Per Guido Reni «incamminato» tra i Carracci e Caravaggio", in: Nuovi Studi, IX–X (2004–2005), 11, S. 231–247
- M. Calvesi: 1607: "Pomarancio a Loreto e Caravaggio tra Malta e Corfù", in: Storia dell’arte, 2010, Nr. 127, S. 36–40
- S. Capelli: "L’Assunta di Scipione Pulzone e Pomarancio nella Cappella Solano di S. Caterina dei Funari", in: Storia dell’arte, 2011, Nr. 128, S. 16–21
- F. Cappelletti: Paul Bril e la pittura di paesaggio a Roma, 1580–1630, Rom 2006, S. 53 & ad ind.
- M. Chiarini: "Dopo la mostra di Pietro Candido a Volterra (e una nuova proposta per Cristofano Roncalli, il Pomarancio)", in: Commentari d’arte, XVI (2010), 46–47, S. 57–65
- A. Cirinei: "Conflitti artistici, rivalità cardinalizie e patronage a Roma fra Cinque e Seicento", in: La nobiltà romana in età moderna: profili istituzionali e pratiche sociali, hrsg. v. M. A. Visceglia, Mailand 2001, S. 255–292
- M. Francucci: "La sala del Pomarancio in palazzo Gallo a Osimo", in: Da Rubens a Maratta: le meraviglie del barocco nelle Marche, 2, Osimo e la marca di Ancona (Katal., Osimo), Cinisello Balsamo 2013, S. 244–247 (mit Bibliografie über Roncallis Aktivität in den Marken)
- M. Francucci: Cristofaro Roncalli il «Pomarancio»: S. Cecilia, S. Margherita (Katal., Ariccia), hrsg. v. M. Francucci, Rom 2015, S. 2–16
- E. Giffi: "Cristoforo Roncalli, Matteo Zaccolini e Giuseppe Agellio in San Silvestro al Quirinale", in: Prospettiva, 1999, Nr. 93 + 94, S. 99–108
- E. Giffi: "La cupola di Cristoforo Roncalli, il Pomarancio 1609–1615", in: Ianua Coeli: disegni di Cristoforo Roncalli e Cesare Maccari per la cupola della basilica di Loreto (Katal.), hrsg. v. M. L. Polichetti, Rom 2001, S. 21–38
- E. Giffi: "Precisazioni e aggiunte sul Roncalli decoratore", in: Bollettino d’arte, S. 6, 2004, Nr. 130, S. 45–62
- J. E. L. Heideman: The Cinquecento chapel decorations in S. Maria in Aracoeli in Rome, Amsterdam 1982, ad ind.
- W. C. Kirwin: Christofano Roncalli (1551/1552–1626), an exponent of the proto-baroque: his activity through 1605, Ph. D., Stanford University, I–II, 1972a
- W. C. Kirwin: "The life and drawing style of Cristofano Roncalli", in: Paragone, XXIX (1978), 335, S. 18–62
- O. Melasecchi: "Cristoforo Roncalli, Ludovico Leoni e la Congregazione dell’Oratorio romano", in: Storia dell’arte, 1998, Nr. 92, S. 5–26
- R. Morselli: "Bartolomeo Manfredi and Pomarancio: some new documents", in: The Burlington Magazine, 1987, Vol. 129, Nr. 101, S. 666 f
- Pittori a Loreto: committenze tra ’500 e ’600: documenti, hrsg. v. F. Grimaldi und K. Sordi, Ancona 1988, S. 271 f & ad ind.
- P. Pouncey: "A ‘bozzetto’ by Roncalli for his altar-piece in St Peter’s", in: The Burlington Magazine, 1977, Vol. 119, Nr. 888, S. 225
- M. Pupillo: "Alla ricerca dell’Accademia dei Crescenzi", in: Intrecci virtuosi. Letterati, artisti e accademie tra Cinque e Seicento: Roma e Firenze, hrsg. v. C. Chiummo – A. Geremicca – P. Tosini, Rom 2017, S. 169–179
- L. Sickel: "Künstlerrivalität im Schatten der Peterskuppel. Giuseppe Cesari d’Arpino und das Attentat auf Cristoforo Roncalli", in: Marburger Jahrbuch für Kunstwissenschaft, 2001, Nr. 28, S. 159–189
- L. Sickel: "Cristoforo Roncalli in S. Maria in Aracoeli: der Vertrag mit Paolo Mattei zur Ausstattung der Cappella della Pietà", in: Mitteilungen des Kunsthistorischen Institutes in Florenz, 2013, Bd. 55, Nr. 3, S. 463–471
- M. Spagnolo: "Barn-owl painters in St Peter’s in the Vatican, 1604: three mocking poems for Roncalli, Vanni and Passignano (and a note on the breeches-maker)", in: Journal of the Warburg and Courtauld Institutes, 2010, Nr. 73, S. 257–296
- J. Spinelli: "Regesto dei documenti", in: Nicolò Cercignani, Cristofano Roncalli, pittori di Pomarance, hrsg. v. R. P. Ciardi, Volterra 1992, (o. S.)
- F. Sricchia Santoro: "Cristoforo Roncalli", in: L’arte a Siena sotto i Medici (Katalog, Siena), Rom 1980, S. 57–66
- P. Tosini: "Un cammeo per gli ‘intrecci virtuosi’ tra artisti e letterati: Marc’Antonio Ferretti poeta accademico e Cristoforo Roncalli pittore", ibid., S. 195–212.
- L. Turčić: "Cristofano Roncalli in the Sala della Meridiana", in: The Burlington Magazine, 1981, Vol. 123, Nr. 943, S. 614–617